# Greater Dandenong City
Koordinaten: 37° 57′ S, 145° 9′ O

Greater Dandenong City ist ein lokales Verwaltungsgebiet (LGA) im australischen Bundesstaat Victoria. Greater Dandenong gehört zur Metropole Melbourne, der Hauptstadt Victorias. Das Gebiet ist 130 km² groß und hat etwa 150.000 Einwohner.
Greater Dandenong liegt 25 bis 40 km südöstlich des Stadtzentrums von Melbourne und enthält zehn Stadtteile: Bangholme, Dandenong, Dandenong North, Dandenong South, Keysborough, Lyndhurst, Noble Park, Noble Park North, Springvale und Springvale South. Der Sitz des City Councils befindet sich in Dandenong im Osten der LGA.
Dandenong ist das zweitgrößte Handels- und Finanzzentrum in Melbourne, über 7000 Geschäfte gibt es hier. Die kulturelle Vielfalt ist hier am größten, aus 151 Nationen kommen die Einwohner, die Hälfte wurde im Ausland geboren. Neben der Metallverarbeitung sind hier viele Betriebe der Lebensmittelindustrie ansässig.

## Verwaltung
Der Greater Dandenong City Council hat elf Mitglieder, die von den Bewohnern der elf Wards gewählt werden. Diese elf Bezirke (Cleeland, Dandenong, Dandenong North, Keysborough, Keysborough South, Lyndale, Noble Park, Noble Park North, Springvale Central, Springvale North und Springvale South) sind unabhängig von den Stadtteilen festgelegt. Aus dem Kreis der Councillor rekrutiert sich auch der Mayor (Bürgermeister) des Councils.

## Söhne und Töchter der Stadt
- Gabriella Cilmi (* 1991), Popsängerin
- Michael Ford (* 1986), Radrennfahrer
- Vincenzo Grella (* 1979), Fußballspieler
- Daniel Merriweather (* 1982), R&B-Sänger